# Rockferry (singolo)
Rockferry è un singolo della cantante britannica Duffy, pubblicato in download digitale il 19 novembre 2007 come primo estratto dall'album omonimo.
Il singolo, il 3 dicembre successivo, è stato pubblicato anche in edizione limitata come vinile (500 copie) nel solo Regno Unito.

## Descrizione
La canzone è stata scritta dalla stessa cantante insieme a Bernard Butler che ha curato anche la produzione, mentre la b-side del singolo, Oh Boy, è stata scritta da Richard J. Parfitt.

## Tracce
7" Single (Poyldor / Rough Trade / A&M 175 410-6 (UMG) [eu] / EAN 0602517541061)
1. Rockferry (Single Version) – 4:09
2. Oh Boy – 2:29

Promo CD
1. Rockferry (Single Version) – 4:09

## Classifiche
| Classifica (2008) | Posizione raggiunta |
| ----------------- | ------------------- |
| Svizzera          | 35                  |
| Regno Unito       | 45                  |